# フィービー・イン・ワンダーランド
『フィービー・イン・ワンダーランド』（原題: Phoebe in Wonderland）は、2008年のアメリカ合衆国の映画。アメリカ合衆国ではサンダンス映画祭で上映されたのち、一部の劇場で配給されたという経緯を持つ。『不思議の国のアリス』の演劇でアリス役を務めることになった少女の日々を、彼女の取り巻く現実と彼女がはまり込む空想を織り交ぜて描いた映画である。

## あらすじ
フィービーは勉強がよくできたものの、9歳になってからトゥレット障害の兆候が現れ、問題行動が増えていった。両親がフィービーのことに注意を向けるようになり、彼女の妹は疎外感を覚えるようになった。ある日、フィービーは学芸会で『不思議の国のアリス』のアリス役に抜擢された。そして、その日から空想の世界に迷い込むようになっていった。

## 登場人物

### フィービーとその家族
フィービー
演 - エル・ファニング、声 - 古城門志帆
主人公。トゥレット障害の兆候が表れている。
ヒラリー
演 - フェリシティ・ハフマン
フィービーの母。終盤までフィービーの言動に恐怖心を覚えていた。フィービーの空想の中では赤の女王として登場している。
ピーター
演 - ビル・プルマン、声 - 志村知幸
フィービーの父。フィービーの空想の中ではハートの女王として登場している。
オリビア
演 - ベイリー・マディソン
フィービーの妹。

### 学校関係者など
ドジャー先生
演 - パトリシア・クラークソン、声 - はやみけい
フィービーたちの学校に来た演劇の先生で、フィービーをアリス役に抜擢した人物。
デイビス
演 - キャンベル・スコット、声 - 北田理道
フィービーたちの学校の校長で、フィービーとドジャー先生については理解を示さなかった。フィービーの空想の中では帽子屋として登場する。
マイルズ
演 - ピーター・ゲレッティ
フィービーのセラピスト。フィービーの空想の中ではハンプティ・ダンプティとして登場している。
ジェイミー
演 - イアン・コレッティ
現実世界における、フィービーの唯一の親友。
ライター先生
演 - マドハール・ジャフリー
フィービーのホームルームの担当である教師。フィービーの空想の中ではハートのジャックとして登場している。
モニカ
演 - Caitlin Sanchez
フィービーの同級生。フィービーの空想の中では白の女王として登場している。
女性教諭
演 - マディ・コーマン
フィービーの空想の中では白ウサギとして登場。
男性教諭
演 - マックス・ベイカー
フィービーの空想の中ではハートのキングとして登場。